# Ministère des Affaires étrangères (Birmanie)
Pour les articles homonymes, voir Ministère des Affaires étrangères.
Le ministère des Affaires étrangères (birman : နိုင်ငံခြားရေး ဝန်ကြီးဌာန, [nàɪɴŋàɴdʑájé wʊ̀ɴdʑí tʰàna̰], 'MOFA') est un ministère dans le gouvernement birman responsable de la politique étrangère et des relations avec les autres pays. Il gère également des ambassades et consulats dans 44 pays. Il est dirigé par le ministre des Affaires étrangères Wunna Maung Lwin depuis le 1er février 2021.

## Départements et chefs de département
- Secrétaire permanent du ministère : Aung Lynn
- Département politique : Kyaw Zay Ya
- Département des affaires de l'ANASE : Aung Lynn
- Département du protocole : Ko Ko Naing
- Organisations internationales et Département de l'économie : Sein Oo
- Département des affaires consulaires et juridiques : Htin Lynn
- Service de la planification et de l'administration : Myint Swe
- Département des études stratégiques et de la formation : Myint Thu[2]

## Liste des ministres
1. Tin Tut (janvier 1948 – septembre 1948)
Sao Hkun Hkio (1948) (intérim)
2. Kyaw Nyein (en) (1948–1949)
3. E Maung (1949–1950)
4. Sao Hkun Hkio (en) (1950–1958) (1960-1962)
5. Thein Maung (1958–1960)
Sao Hkun Hkio (1960–1962)
6. Thi Han (1962–1969)
7. Maung Lwin (1969–1970)
8. Hla Han (1970–1972)
9. Kyaw Soe (en) (1972–1974)
10. Hla Phone (1974–1978)
11. Myint Maung (en) (1978–1980)
12. Lay Maung (1980–1981)
13. Chit Hlaing (1981–1985)
14. Ye Gaung (1985–1988)
15. Saw Maung (1988–1991)
16. Ohn Gyaw (en) (1991–14 novembre 1998)
17. Win Aung (en) (14 novembre 1998–18 septembre 2004)
18. Nyan Win (18 septembre 2004–30 mars 2011)
19. Wunna Maung Lwin (en) (30 mars 2011–30 mars 2016)
20. Aung San Suu Kyi (30 mars 2016-1er février 2021)
21. Wunna Maung Lwin (en) (depuis le 1er février 2021)